# Elezioni parlamentari in Belize del 1998
Le elezioni parlamentari in Belize del 1998 si tennero il 27 agosto per il rinnovo della Camera dei rappresentanti.

## Risultati
| Liste                                       | Voti   | %     | Seggi |
| ------------------------------------------- | ------ | ----- | ----- |
| Partito Unito del Popolo                    | 50 330 | 59,67 | 26    |
| Partito Democratico Unito                   | 33 237 | 39,41 | 3     |
| Partito Democratico Popolare                | 225    | 0,27  | –     |
| Alleanza Nazionale per i Diritti del Belize | 174    | 0,21  | –     |
| Creazione Verità Realtà Nazionale           | 7      | 0,01  | –     |
| Indipendenti                                | 372    | 0,44  | –     |
| Totale                                      | 84 345 | 100   | 29    |